# Propiocepció

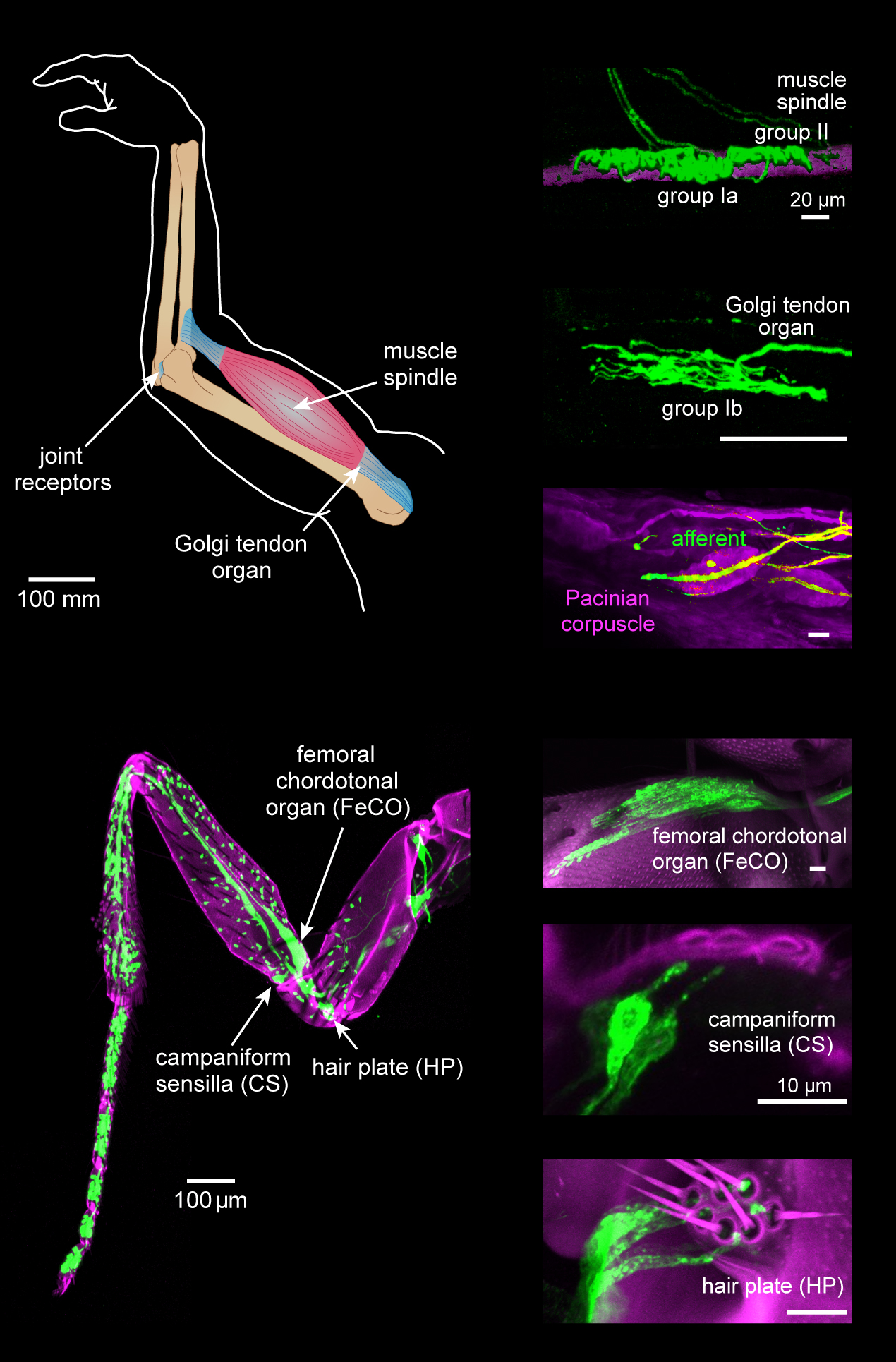
Propioreceptors

La propiorecepció o propiocepció, del llatí "proprius" ("un mateix") i "-cepció" ("percebre") o també anomenada sisè sentit, és el sentit de la posició del nostre cos i del control neuromuscular de les articulacions. Els receptors dels músculs, els tendons i les articulacions envien informació al cervell indicant quina és la posició exacta de les diferents parts del cos en cada moment.
La sensació de posició pot ser estàtica, donant informació sobre una part del cos respecte d'una altra, o dinàmica, donant informació sobre la presència i el grau de moviment de les articulacions al canviar de posició.
Per altra banda, el control neuromuscular fa referència a la resposta anticipada o immediata dels músculs del voltant d'una articulació, mantenint així la seva congruència articular. És a dir, el sistema ajuda a adaptar-nos al nostre entorn, on davant de possibles caigudes o futures lesions, el sentit propioceptiu interpreta si és necessari reaccionar i respon immediatament activant altres grups musculars.

## Sistema propioceptiu[8]
El sistema propioceptiu està format per diversos receptors sensorials situats als músculs, els tendons i les articulacions que inclouen mecanoreceptors com els corpuscles de Ruffini i de Pacini, l'òrgan tendinós de Golgi, el fus muscular i les terminacions nervioses lliures.
Els propioceptors situats als músculs i tendons aporten informació sobre el grau de contracció muscular, de tensió i de posició de les articulacions. L'orella interna permet sentir l'orientació del cap en relació amb el terra.
La propiocepció és un procés complex en el qual necessàriament existeix una informació aferent, és a dir, que va de la perifèria al sistema nerviós central; que provoca una resposta muscular eferent, del sistema nerviós central a la perifèria. Existeixen dos nivells de propiocepció, el conscient o voluntari i l'inconscient o reflex. El control neuromuscular pertany al segon.
- Propiocepció voluntària: Aquest tipus de propiocepció es comunica amb el telencèfal a través de la via de la columna dorsal-lemnisc medial.
- Propiocepció involuntària: La propiocepció involuntària es comunica amb el cerebel a través del tracte espinocerebelós dorsal i ventral.

### Funcionament
Els propioceptors envien informació a la medul·la i al cervell per tal que es processi. Quan la informació és processada pel cervell, envia informació als músculs perquè modifiquin la tensió i elasticitat muscular per tal de fer el moviment desitjat.

### Mecanoreceptors
Les senyals aferents que inicien el control neuromuscular s'origenen als mecanoreceptors, uns òrgans sensorials situats als lligaments. Són uns receptors sensorials que reaccionen davant la pressió mecànica. Els corpúscles de Ruffini són terminacions nervioses que proporcionen informació sobre la posició articular.

### Reflexes
Els propioceptores poden formar circuits reflexos amb les neurones motores per a proporcionar informació ràpida sobre la posició del cos i les extremitats. Aquests circuits mecanosensoriales són importants per a mantenir la postura i l'equilibri de manera flexible, especialment durant la locomoció.

## Propioceptors

### Branca sensitiva del nervi motor ocular

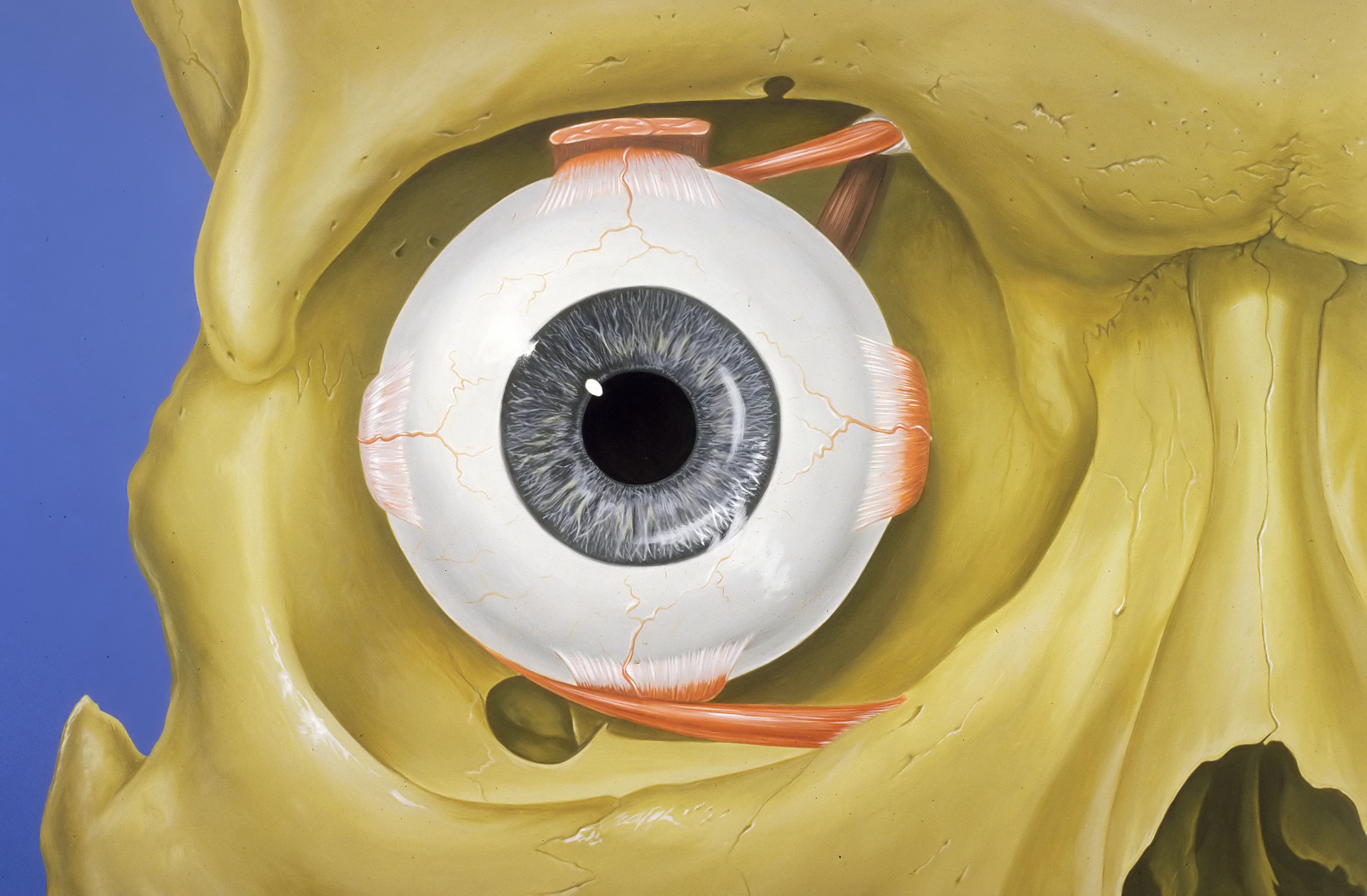
Imatge de l'ull a l'interior de l'òrbita. S'observen els sis músculs que mouen el globus ocular.

Està formada per axons aferents que porten informació des dels receptors cap al sistema nerviós central.
Els propioceptors estan situats als músculs extraoculars.
Aquests axons informen de la propiocepció, la percepció no visual dels moviments i la posició del cos.

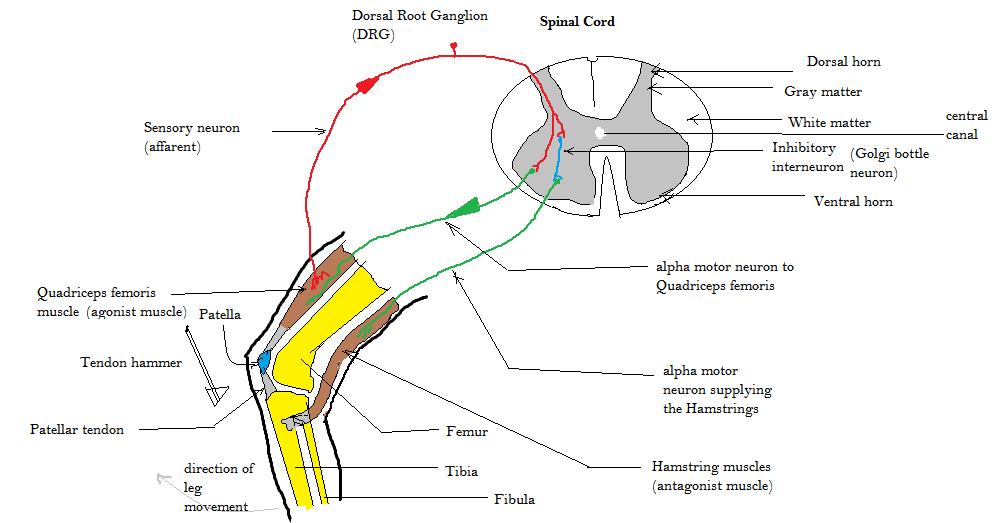
Reflex miotàtic o d'estirament

### Fus muscular
Està situat als músculs esquelètics.
Proporciona informació sobre els canvis de longitud del múscul i participa en el reflex d'estirament.
Envia informació al sistema nerviós central, on s'utilitzarà per coordinar el moviment.
Permet controlar el moviment i ajuda a mantenir l'estabilitat de l'articulació.

### Reflex miotàtic o d'estirament

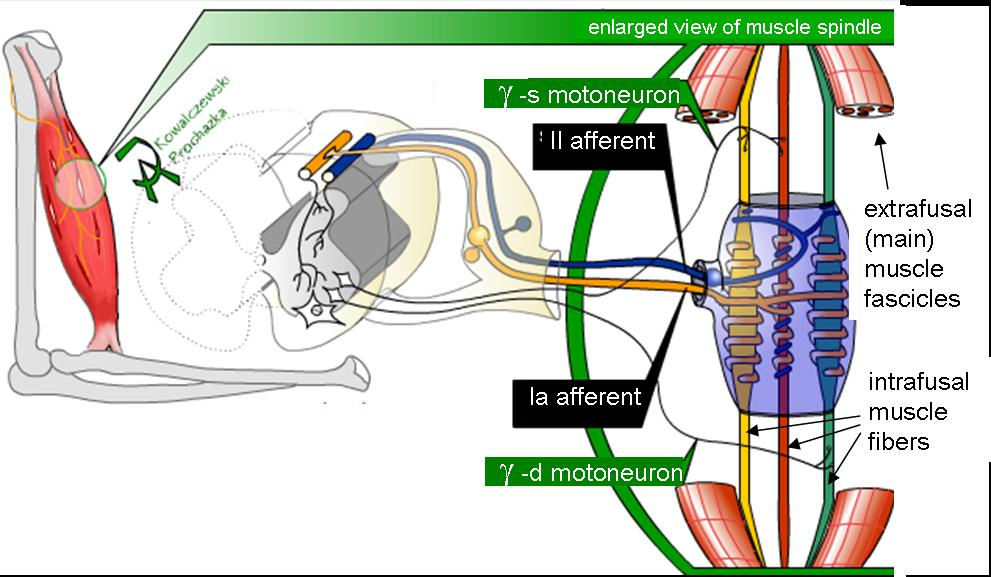
Fus muscular

Aquest reflex es tracta d'un reflex de protecció davant un estirament excessiu o sec.
Participa en el manteniment postural.

### Òrgan tendinós de Golgi

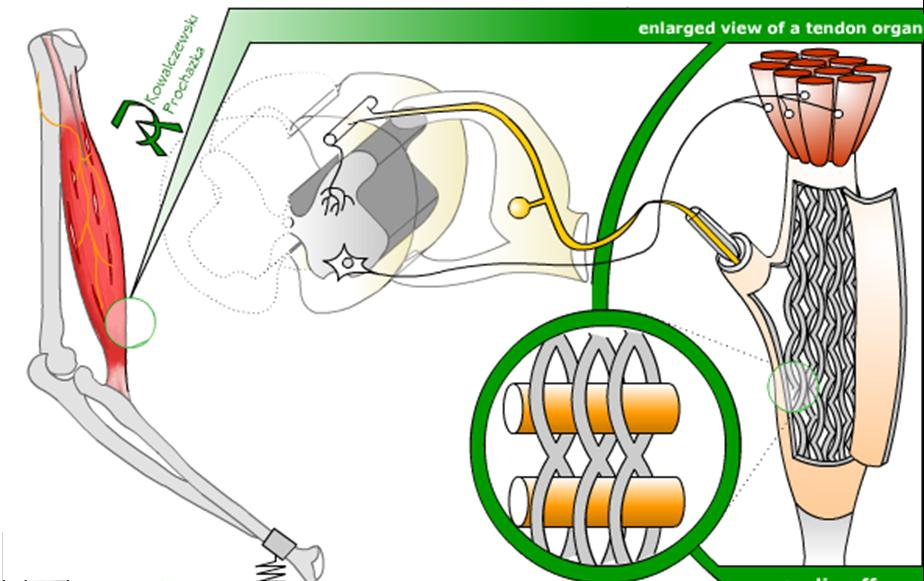
Òrgan tendinós de Golgi

Està situat a la unió entre el tendó i el múscul.
Aquest òrgan respon a increments i disminucions de la tensió muscular.
Protegeixen als tendons i als músculs del dany produït per una tensió excessiva. En activar-se, es relaxen els músculs agonistes estirats i es contrauen els músculs antagonistes.

### Receptors de la càpsula articular i els lligaments articulars

Càpsula articular

La càrrega que suporten aquestes estructures en relació amb la tensió muscular exercida, activa mecanoreceptors capaços de detectar la posició i moviment de l'articulació implicada.

## Funcions
El cervell ha de poder saber on està cada part del cos i com s'està movent sense la necessitat de mirar l'extremitat involucrada. Per exemple, si estem asseguts en una taula sabem que tenim les cames creuades tot i no poder-les veure. Així, el sistema propioceptiu ens dona l'habilitat de conèixer quina és la orientació espaial del cos. A més d'això, facilita informació sobre la sincronització dels moviments i la seva velocitat, la força dels músculs o la velocitat de contracció muscular. Tot això en conjunt, permet que intervingui en una sèrie de processos com:
- Discriminació i localització de les parts del cos en l'espai.
- Graduació de la força de contracció.
- Control motor.
- To muscular.
- Funcions manuals.
- Estabilitat
- Modulament de la veu

Un ús fonamental de les extremitats és poder estimar una distància i/o explorar. Quan els senyals visuals no estan disponibles, els animals podem utilitzar la retroalimentació propioceptiva per estimar el seu historial de moviment. Per exemple, la formiga del desert Cataglyphis fa un seguiment de la seva ubicació durant la recerca del menjar contant el nombre de passes que ha donat d'ençà que va deixar el niu.

## Rellevància clínica

### Deficiència
La propiocepció ocasionalment s’altera de forma espontània. El cos d’una persona pot sentir-se massa gran o massa petit, o algunes parts del cos poden sentir-se distorsionades respecte a la seva mida real. En ocasions poden succeir efectes similars als de l'epilèpsia. Es considera que aquests efectes sorgeixen de l'estimulació del lòbul parietal, part involucrada en la integració d’informació de diferents llocs del cos.
Les persones a les quals se’ls hi ha amputat una extremitat encara poden tenir un sentit confús de l'existència d’aquella extremitat en el seu cos, conegut com a síndrome del membre fantasma.
També es coneix que un causant del deteriorament temporal de la propiocepció per una sobredosi de vitamina B6 (piridoxina). Altrament, una infecció viral a la medul·la espinal com exposa Oliver Sacks, pot desencadenar aquestes anomalies.
Cal dir que la malaltia de Parkinson es caracteritza per una disminució de la funció motora com a resultat de la neurodegeneració, concretament de les neurones dopaminèrgiques de la substància negra. És probable que alguns dels símptomes de la malaltia de parkinson estiguin relacionats en part amb la propiocepció alterada.
Oliver Sacks, exposa un informe seminovelat a través d’un pacient-metge anomenat George Dedlow (qui va rebre lesions nervioses durant la Guerra de Successió) com se sent una persona amb la propiocepció alterada:
“Vaig descobrir horroritzat que a vegades tenia menys consciència de mi mateix, de la meva pròpia existència, que abans. Aquesta sensació era tan insòlita que al principi em desconcertava profundament. Sentia contínuament desitjos de preguntar-li a algú si jo realment era George Dedlow o no ho era; però, com tenia clara consciència de  l’absurdíssim que semblaria preguntar-s’hi això, em vaig reprimir i no vaig parlar del meu cas i em vaig esforçar per analitzar els meus pensaments. Aquella convicció que no era ja jo mateix resultava a vegades bromadora i molt dolorosa. Era, en la mesura que ho puc descriure, una deficiència del sentit egoista d’individualitat"

### Diagnòstic
La “correspondència de la posició de l’articulació” és un protocol establert per mesurar la propiocepció i específicament el sentit de la posició de l’articulació, sense l’ajuda d’informació visual o vestibular.
Durant aquestes proves el subjecte, se li priva de la seva visió, se li mou una extremitat, seguidament se li torna a l'estat original i el pacient ha de recrear la inclinació que l'expert li havia imposat anteriorment.

## Història de l'estudi
La primera aproximació al terme de propiocepció es remunta al s. XVI per un metge italià anomenat Julio César Scaliger, qui ho va definir com una “sensació de locomoció”. Tres segles després els fisiòlegs, sense adonar-se de l'existència dels propioceptors especialitzats, van debatre sobre l’origen del “sentit muscular”, terme atribuït a Charles Bell.
Ja a finals del S.XIX i principis del XX, Charles Sherrington va proporcionar l'evidència definitiva d’una font perifèrica aferent sensorial i la seva influència en la contracció muscular. Finalment aquest encunyaria el terme de propicepció definit com: la sensació d’estímuls que són atribuïbles a les accions del mateix organisme. A més a més aportaria dos termes que mantenen un vincle estret amb la propiocepció: l’interocepció i l'exterocepció.
Si bé és cert que Ruffini i altres autors havien descrit els òrgans propioceptors molt abans, Sherrington fou el primer a demostrar la influència de les neurones sensorials que innerven d’aquests òrgans propioceptius en el control de la postura y el moviment.
Avui en dia, l'estudi del control sensoriomotor es continua basant en la concepció inicial de Sherrington del sistema propioceptiu, en particular el seu èmfasi en les anomenades vies “reflexes” que tradueixen la retroalimentació propioceptiva en sortida motora.